# Shi Smith
Shiyun M. Smith (geboren am 9. Mai 1998 in Union, South Carolina) ist ein US-amerikanischer American-Football-Spieler auf der Position des Wide Receivers. Er spielte College Football für die University of South Carolina. Zuletzt stand Smith bei den Kansas City Chiefs in der National Football League (NFL) unter Vertrag, zuvor spielte er für die Carolina Panthers.

## College
Smith spielte Football am College für die South Carolina Gamecocks der University of South Carolina.

## NFL
Smith wurde im NFL Draft 2021 in der sechsten Runde an 204. Stelle von den Carolina Panthers ausgewählt. In seiner ersten Saison stand er lediglich in sechs Spielen auf dem Feld und fing dabei sechs Pässe für 104 Yards. In seinem zweiten Jahr in der NFL kam Smith in allen 17 Spielen zum Einsatz und verzeichnete 22 gefangene Pässe für 296 Yards und zwei Touchdowns. Ende August 2023 wurde Smith von den Panthers entlassen.
Am 26. September 2023 nahmen die Tennessee Titans Smith für ihren Practice Squad unter Vertrag. Im Januar 2024 unterschrieb Smith einen Vertrag bei den Kansas City Chiefs für die Saison 2024. Im Mai wurde er von den Chiefs entlassen.

## NFL-Statistiken
| 2021                               | Carolina Panthers | 6  | 0 | 6  | 104 | 17,3 | 63 | 0 | 0 | 0 |
| 2022                               | Carolina Panthers | 17 | 6 | 22 | 296 | 13,5 | 38 | 2 | 4 | 1 |
| Total                              | Total             | 23 | 6 | 28 | 400 | 14,3 | 63 | 2 | 4 | 1 |
| Quelle: pro-football-reference.com |                   |    |   |    |     |      |    |   |   |   |